# Hydnocarpus clemensorum
Hydnocarpus clemensorum är en tvåhjärtbladig växtart som beskrevs av François Gagnepain. Hydnocarpus clemensorum ingår i släktet Hydnocarpus och familjen Achariaceae. Inga underarter finns listade i Catalogue of Life.